# Two Weeks to Live (film, 1943)
Pour l’article homonyme, voir Two Weeks to Live.
Two Weeks to Live est un film américain réalisé par Malcolm St. Clair, sorti en 1943.

## Fiche technique
- Réalisation : Malcolm St. Clair
- Assistant réalisateur : Charles Kerr (en)
- Scénario : Roswell Rogers, Michael L. Simmons
- Producteurs : Ben Hersh, Jack William Votion
- Photographie : Jack MacKenzie
- Montage : W. Duncan Mansfield
- Genre : Comédie[1]
- Musique : Lucien Moraweck
- Distributeur : RKO Pictures
- Durée : 76 minutes
- Date de sortie : 
  - États-Unis : 26 février 1943

## Distribution
- Chester Lauck : Lum Edwards
- Norris Goff : Abner Peabody
- Franklin Pangborn : Mr. Pinkney
- Kay Linaker : Mrs. Madge Carmen
- Irving Bacon : Omar Tennyson Gimpel
- Herbert Rawlinson : J.J. Stark Sr.
- Ivan F. Simpson : Professeur Albert Frisby
- Rosemary LaPlanche : Miss LaPlanche, infirmière de Dr. O'Brien